# スクールガールゾンビハンター
『スクールガールゾンビハンター』(SG/ZH School Girl/Zombie Hunter)は、ディースリーパブリッシャーより2017年1月12日に発売されたPlayStation 4用ゲームソフト。2018年6月5日にMicrosoft Windows（Steam用）が配信された。

## 概要
お姉チャンバラシリーズのスピンオフ作品で、同シリーズがセクシーなお姉ちゃんによる剣戟だったのに対し、本作は女子高生によるガンシューティングアクションとなっている。
私立霧策高校（しりつきりさくこうこう）に突如として現れたゾンビの群れと秋葉サユリら5人の女子高生が力を合わせて戦う。ゾンビが出没する世界なので、高校にも重火器が備えられているという設定になっている。
ストーリーは大きく分けて、学校から脱出するまでの工程を描いたメインミッションと、5人の主人公らの性格や趣向、過去に日常生活で体験した思い出などを知る事が出来るサイドミッションが有る。因みにサイドミッションはいずれも救援物資を取りに行く内容である。

## 登場人物
秋葉サユリ（あきは サユリ）
声 - 大亀あすか
ヒーローものやロボットアニメが好きな17歳の女子高生。得意武器はハンドガンで、剣道をたしなんでいた祖父に影響される形で剣道部に所属している。都市伝説を素直に信じてしまう所もある。勉強に関してはあまり得意ではなく、国語、数学、理科、社会、英語と殆どの科目は苦手。反面、医療に関する事は得意で、介護も上手い。これを活かしリサが擦り傷と貧血で倒れた際に助けた。
久保田リサ（くぼた リサ）
声 - 大西沙織
幼少期に両親を亡くし、秋葉家で育った17歳の女子高生。得意武器はアサルトライフルで、長刀部に所属している。サユリの事を姉のように慕っており、今回の事件で一人になっていた所にサユリと合流した際は「サユリを置いて逃げられる訳ない」と言っている。
姫路まやや（ひめじ まやや）
声 - 橋本ちなみ
エナミの友人で、不思議な感性を持っている16歳の女子高生。得意武器はサブマシンガンで、ソフトボール部に所属している。仲間やゾンビをあだ名で呼ぶ事も多い。サユリ同様アニメ好きであり、都市伝説を素直に信じてしまう。
神城エナミ（かみじょう エナミ）
声 - 千本木彩花
学業成績もよく、スポーツも得意な努力家の18歳の女子高生。得意武器はスナイパーライフルで、サッカー部に所属している。メンバーの中では真面目でややプライドが高く、素直に物事を受け入れようとしない所も有る。コーヒーが大好き。
金崎レイ（かなざき レイ）
声 - 石原夏織
中学時代は清純派のアイドルだったが、現在は休業している17歳の女子高生。得意武器はショットガンで、空手部に所属している。お嬢様口調でやや高飛車な性格。女性らしく香りを大事にする。